# بيرم رجب
 بيرم رجب  (بالصربوكرواتية: Бајрам Реџепи, Bajram Redžepi) (ولد في 3 يونيو، 1954 في كوسوفسكا ميتروفيتشا، كوسوفو يوغوسلافيا - 21 أغسطس 2017) هو سياسي وأول رئيس الوزراء كوسوفو ما بعد الحرب. وهو عضو في ثاني أكبر حزب سياسي في كوسوفو، حزب كوسوفو الديمقراطى.
تخرج من جامعة بريشتينا وأتم دراساته العليا في جامعة زغرب سنة 1985. قضى معظم حياته المهنية العاملة كجراح ناجح.
خلال حرب كوسوفو 1999 انضم رجب إلى جيش تحرير كوسوفو حيث امضى ثلاثة أشهر طبيب ميدان. في الانتخابات العامة التي جرت في نوفمبر 2001 في كوسوفو فاز حزب رجب الذي نال 25.7 % من الاصوات الثاني بعد حزب إبراهيم روجوفا رابطة كوسوفو الديمقراطية، فعين البرلمان الكوسوفي رجب رئيسا للوزراء في 4 مارس 2002. في أعقاب الانتخابات العامة التي عقدت في 24 أكتوبر، 2004 جاء حزب كوسوفو الديمقراطي في المرتبة الثانية وفاز ب 30 مقعدا في البرلمان. وفي 22 فبراير 2011 أصبح رجب وزيرا للداخلية في جمهورية كوسوفو.
تقاعد رجب عن العمل السياسي سنة 2014 وعاد إلى مهنته الأساسية وهي الجراحة. وفي وقت لاحق من حياته تدهورت صحته وعانى من عدة سكتات، ثم وقع في غيبوبة. عولج بداية في كوسوفو ثم نقل إلى تركيا للمتابعة، وفي يوم 21 أغسطس 2017 توفي في إحدى المستشفيات التركية عن عمر ناهز 63 سنة.

## روابط خارجية
- بيرم رجب على موقع مونزينجر (الألمانية)